# La Pryor
La Pryor – jednostka osadnicza w Stanach Zjednoczonych, w stanie Teksas, w hrabstwie Zavala.